# Hrvatsko narodno zastupstvo
Pod imenom Hrvatsko narodno zastupstvo okupljali su se u razdoblju Prve Jugoslavije zastupnici iz Hrvatske u Narodnoj skupštini Kraljevine SHS (od 1921. do uvođenja Šestosiječanjske diktature 1929.) odnosno Kraljevine Jugoslavije (od obnove parlamentarizma 1935. do raspada Jugoslavije u Travanjskom ratu 1941.). 
Počinje nastupati pod tim imenom od 26. lipnja 1921. Tada su se u Zagrebu okupila 63 hrvatska narodna zastupnika: 56 izabranih u Hrvatskoj i Slavoniji (50 iz HPSS, četiri iz Hrvatske zajednice i dvojica iz Hrvatske stranke prava) i sedmorica izabranih u Bosni i Hercegovini (Hrvatska težačka stranka). Oni su prihvatila rezoluciju, kojom se izjašnjavaju za federaciju i za neutralu seljačku republiku, te odbijaju centralistički ustav koji je Narodna skupština Kraljevine SHS, bez njih (kao i bez komunista i još nekih zastupnika) donijela dva dana kasnije (Vidovdanski ustav).
Kasnije HSS ima još uvjerljiviju većinu. Od 1927. pridružuju im se i zastupnici Samostalne demokratske stranke, koja s HSS-om čini Seljačko-demokratsku koaliciju). Često su se sastajali samostalno, nezavisno od sjednica Skupštine, u Beogradu ili Zagrebu, te donosili zaključke, rezolucije i dr. Na taj način Zastupstvo je simbolički zamjenjivalo Hrvatski sabor i ojačavalo autoritet predsjednika HSS-a Stjepana Radića i Vladka Mačeka kao narodnih vođa. Tako je npr. Sporazum Cvetković-Maček, kojim je stvorena Banovina Hrvatska, ratificiran u Zastupstvu s 80 glasova za i jednim protiv (Lovro Sušić).

## Poveznice
- Hrvatska seljačka stranka
- Seljačko-demokratska koalicija